# Разворот (YouTube-канал)
«Разворот» («РЗВРТ») — русскоязычный новостной и политический YouTube-канал, вещающий из Грузии. Создан в марте 2022 года Антоном Рубиным и Дарьей Литвишко, сотрудниками благотворительной организации «Домик детства» и бывшими ведущими утренней программы «Разворот» на радиостанции «Эхо Москвы» в Самаре.

## Программы
Программы канала составляют часть эфира издания «Эхо».
Каждую пятницу поэт Сергей Лейбград с ведущими подводит итоги недели.

## Расследование о производстве дронов в «Алабуге»
В 2023 году «Разворот» и издание «Протокол» выпустили расследование об особой экономической зоне «Алабуга» в Татарстане, где студенты работают на заводе по производству дронов Shahed 136, используемых во вторжении России на Украину. Расследование было отмечено премией «Редколлегия».